# 哈林加鄉

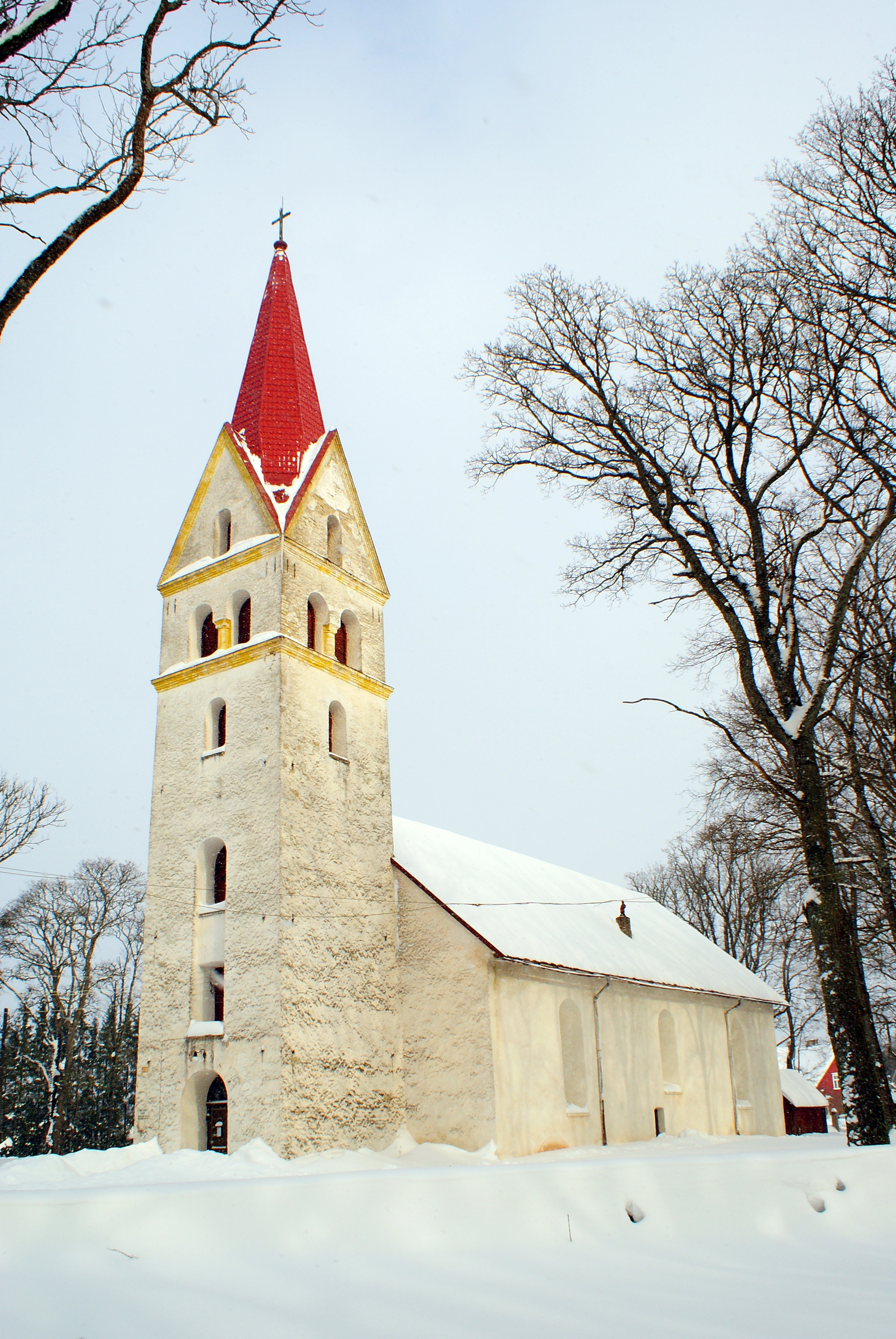
派爾努-亞古皮教堂

哈林加鄉，曾是愛沙尼亞派爾努縣的一個鄉村型市镇，位於該國西南部，行政中心設於派爾努-亞古皮，面積365平方公里，2006年人口3,492，人口密度每平方公里10人。
2017年爱沙尼亚行政改革后，哈林加市镇与其他市镇一起合并为新的北派尔努马市镇。
58°37′N 24°30′E / 58.617°N 24.500°E